# AirJapan
AirJapan（日語：エアージャパン）是全日本空輸子公司全日空日本航空（Air Japan）營運之新品牌 ，主要營運中距離國際航線，其品牌理念為“Fly Thoughtful”，強調提供安全的日式品質服務 ，定位為傳統航空及低成本航空融合之混合型航空。

## 歷史
2020年10月27日，全日空控股提出在原有的Air Japan的基礎成立新品牌，主要營運東南亞及澳洲為目的地之中距離航線，預計2022年開航。
2022年3月8日，全日空控股和全日空日本航空宣布新品牌名稱為“AirJapan”，並於2023年下半年開航；然後於隔日的新品牌發表會變更為2024年2月開航，並同時公布座位、座位及機內BGM。 
2023年8月2日，宣布第一條航線為東京/成田-曼谷/蘇凡納布，於2024年2月9日開航。
2023年11月15日，宣布第二條航線為東京/成田-首爾/仁川，於2024年2月22日開航。
2024年1月26日，宣布第三條航線為東京/成田-新加坡，於2024年4月25日開航。
2024年2月9日，AirJapan完成成田至曼谷航班的首航。

## 機隊
| 機種      | 現役中 | 訂單 | 載客量 | 備註             |
| --------- | ------ | ---- | ------ | ---------------- |
| 波音787-8 | 2      | 5    | 324    | 由全日本空輸轉運 |
| 總數      | 2      | 5    |        |                  |

## 航點
樞紐機場：成田國際機場
- 東京/成田-曼谷/蘇凡納布(2024年2月9日開航，每週6班)

- 東京/成田-首爾/仁川(2024年2月22日開航，每週5班)
- 東京/成田-新加坡(2024年4月26日開航，每週5班)

定期航點：
| AirJapan定期航點一覽表（截止2024年02月） | AirJapan定期航點一覽表（截止2024年02月） | AirJapan定期航點一覽表（截止2024年02月） | AirJapan定期航點一覽表（截止2024年02月） | AirJapan定期航點一覽表（截止2024年02月） |
| 國家/地區                                | 城市                                     | 機場                                     | 每週班次                                 | 航班編號                                 |
| ---------------------------------------- | ---------------------------------------- | ---------------------------------------- | ---------------------------------------- | ---------------------------------------- |
| 東亞                                     |                                          |                                          |                                          |                                          |
|                                          | 仁川                                     | 仁川国際機場                             | 每週5班                                  | NQ021/NQ022                              |
| 日本                                     | 東京                                     | 成田国際機場                             | －                                       | 枢纽基地                                 |
| 東南亞                                   |                                          |                                          |                                          |                                          |
| 泰國                                     | 曼谷                                     | 素萬那普國際機場                         | 每週5班                                  | NQ001/NQ002                              |
| 新加坡                                   | 新加坡                                   | 樟宜國際機場                             | 每週5班                                  | NQ003/NQ004                              |

## 服务

### 票价
| 票价类型 | 随身携带的行李 | 预托运行李   | 提前选座    | 机上餐食 |
| -------- | -------------- | ------------ | ----------- | -------- |
| Simple   | 最多 7 公斤    | 收費         | 收費        | 收費     |
| Standard | 最多 7 公斤    | 1 件23 公斤  | 1,500日元內 | 收費     |
| Selected | 最多 7 公斤    | 2 件 23 公斤 | 3,000日元內 | 免费     |

### 座位
- 提前选座需付费，费用细分[10] [11] 。
- 对于标准票价和精选票价，可在指定金额内免费选择座位[9] 。
- 免费提供软饮料予最前9排乘客，[10] 。

### 行李
- 寄艙行李需要付费，价格根据旅行距离、预订时间等而有所不同。 [12] 。

### 机上餐飲
- 机上餐食需付费購買。提前预约的食物是可以感受到日本“美味”和“文化”的菜单[13] 。有提前预订菜单[14]和机上购买菜单[15] 。

- 除酒精饮料外，允许随身携带食物上機[16] 。

### 其他的
- 互联网连接服务需付费提供[17] 。
- 使用机上Wi-Fi的娱乐服务是免费的，乘客可以通过自己攜带的智能手机、平板电脑等欣赏电影、动画等[10] 。
- 登机音乐是“东京艺术大学×Air Japan产学合作项目”创作的《Ai》（清水乃荣作曲） [13] 。

## 脚注
1. ↑  . www.anahd.co.jp.   [2023-11-16]. （原始内容存档于2023-08-28）.
2. ↑  . www.anahd.co.jp.   [2023-11-16]. （原始内容存档于2021-10-31）.
3. ↑  新ブランド『AirJapan』、2023年度下期に国際線就航 （页面存档备份，存于） - ANAホールディングス 2022年3月8日
4. ↑  . www.anahd.co.jp.   [2023-11-16]. （原始内容存档于2023-11-16）.
5. ↑  . www.anahd.co.jp.   [2023-11-16]. （原始内容存档于2024-03-01）.
6. ↑  . www.flyairjapan.com. 2023-11-15  [2023-11-16]. （原始内容存档于2024-01-04） （日语）.
7. ↑  . www.flyairjapan.com. 2024-01-26  [2024-01-28]. （原始内容存档于2024-05-12） （日语）.
8. ↑  新ブランドAirJapan、2024年2月9日より成田＝バンコク線に就航します！ （页面存档备份，存于） - ANAホールディングス 2023年8月2日
9. 1 2  運賃タイプ （页面存档备份，存于） - AirJapan
10. 1 2 3  座席／機内サービスについて （页面存档备份，存于） - AirJapan
11. ↑  座席指定料金表 （页面存档备份，存于） - AirJapan
12. ↑  預入手荷物について （页面存档备份，存于） - AirJapan
13. 1 2  国際線新ブランド『AirJapan』のサービス発表 （页面存档备份，存于） - ANAホールディングス 2023年3月9日
14. ↑  機内食について （页面存档备份，存于） - AirJapan
15. ↑  機内購入メニュー （页面存档备份，存于） - AirJapan
16. ↑  よくあるご質問 機内食 （页面存档备份，存于） - AirJapan
17. ↑  インターネット接続サービスについて （页面存档备份，存于） - AirJapan

## 相关项目
- 全日空控股-全日空集团
  - 全日空日本航空（运营公司）
  - 乐桃航空
- 低成本航空公司

## 外部連結
- AirJapan
- AirJapan的Facebook專頁